# Fusicornia spinosa
Fusicornia spinosa är en stekelart som först beskrevs av Jean Risbec 1953.  Fusicornia spinosa ingår i släktet Fusicornia och familjen Scelionidae. Inga underarter finns listade i Catalogue of Life.